# Pressionnisme
 (janvier 2016).
- Si vous ne connaissez pas le sujet, laissez ce bandeau (vous pouvez alors contacter les auteurs).
- Si vous supprimez le contenu mis en cause (vous pouvez préalablement contacter les auteurs),

argumentez précisément cette suppression dans la page de discussion
(un manque de référence n'est pas un argument ; une recherche réelle de référence doit avoir été effectuée, être formellement documentée).
 (janvier 2016).
Si vous disposez d'ouvrages ou d'articles de référence ou si vous connaissez des sites web de qualité traitant du thème abordé ici, merci de compléter l'article en donnant les références utiles à sa vérifiabilité et en les liant à la section « Notes et références ».
Le pressionnisme (pressure-art en anglais) ou art du graffiti est un mouvement pictural issu du street art car réalisé dans l'espace urbain. Il utilise la pression de la bombe aérosol pour réaliser une œuvre graphique. Ce procédé retranscrit sur toile constitue le mouvement pressionniste qui est déjà inscrit dans l'histoire de l’art comme mouvement artistique majeur de la fin du 20e et du début du 21e siècle.
Né à Philadelphie en Pennsylvanie (USA) à la fin des années 60, ce mouvement s’intéresse aux œuvres réalisées à la bombe aérosol, par des artistes ayant réalisé des interventions picturales dans la rue des métropoles américaines, puis européennes et désormais mondiales.
Ces pressions ont permis le développement du graffiti, du pochoir et plus largement du street art, à l'instar de l'impressionnisme, l'invention du tube de peinture ayant permis aux artistes de la fin du 19e et début du 20e siècle de sortir de l'atelier et de réaliser des œuvres en extérieur. Aujourd'hui, l'analogie entre l'impressionnisme et le pressionnisme est forte tant par les outils utilisés que par l'approche graphique et le rayonnement international.
Définie par certains artistes comme à la source de la puissance et de l’énergie de leurs réalisations, l'utilisation de la bombe de peinture a amené ces artistes, d'un nouveau genre, à se livrer à des duels picturaux à l'aide d'un instrument assez difficile à maitriser. C'est ce qui a conduit le collectionneur Alain-Dominique Gallizia, souhaitant « tendre une toile entre le musée et la rue », à nommer ce mouvement le pressionnisme, du nom d'une première exposition organisée en 2011 à Monaco.
Le pressionnisme désigne le graffiti rapporté au domaine de l'art et non plus au domaine de la rue : dernier art pictural majeur de la fin du 20e siècle et du début du 21e siècle. Le mot graffiti est issu du verbe grec graphein, qui signifie écrire et peindre, via l’italien graffito. Très tôt, la recherche de la plus belle forme d’écriture transforme les graffeurs en peintres calligraphes, carnet de croquis à la main, travaillant chaque jour à inventer leur lettrage, leur propre style sous les multiples pressions : celle des autorités, de l'opinion publique, de la compétitivité avec les pairs, ainsi que l'aérosol.
Pression de la bombe, principal instrument de peinture, la bombe aérosol est extrêmement difficile à maîtriser, il faudrait cinq ans pour contrôler la pression de l'aérosol. C’est la distance, la vitesse, l’inclinaison de la bombe et la pression sur sa capsule qui déterminent la largeur et la densité du trait.
Regroupés au sein d’un crew[Quoi ?] (qui peut être considéré comme une confrérie), les artistes doivent réaliser un exploit pour être adoubés par leurs pairs et établir un rang. De ces joutes artistiques désintéressées naissent sur tous supports des peintures aux styles variés, du figuratif au wild style sous la pression du public.
Ces artistes exposent dès 1972 leurs tableaux dans les galeries de New-York grâce à l’UGA (Union des Artistes de Graffiti). Cependant, la reconnaissance des musées n’est pas au rendez-vous et le grand public, conforté dans son jugement par la pression des critiques officielles et l’absence du graffiti dans les foires d’art contemporain, les dénigre. Plusieurs expositions importantes ont eu lieu en 1982 et 1983 : Fashion Moda, Fun Gallery, Larry Gagosian, Sydney Janis Collection, Tony Shafrazi, où trônent Aone, Jean-Michel Basquiat, Crash, Dondi, Fab Five Freddy, Futura 2000, Keith Haring, Kenny Scharf, Khoor, Lady Pink, Phase 2, Rammellzee, Seen et Toxic. Malgré cela, la reconnaissance des musées et des institutions reste limitée, hormis pour Keith Haring ou Basquiat, vite considérés comme étrangers à ce mouvement.

## Le Pressionnisme en France
Le premier street-artiste français reconnu comme utilisateur de la bombe de peinture pour réaliser ses œuvres en extérieur est Gérard Zlotykamien en 1963. Mais il a fallu attendre les années 80 pour voir ce mouvement prendre de l'ampleur.

### Le pressionnisme affiné
Cette section est promotionnelle ou publicitaire (juillet 2025). Considérez son contenu avec précaution et/ou discutez-en.

#### Histoire du pressionnisme figuratif
En juillet 2011 en effet, Alain-Dominique Gallizia met à disposition et en scène au Grimaldi Forum de Monaco, plus de 500 tableaux pour la plus grande rétrospective du Tag et du Graffiti européens et américains, sous le Haut patronage du Prince Albert II. Les 40 ans de la première exposition de tableaux de graffiti sur toile, en 1972 au City College de New-York, y sont fêtés, et cet « Art de la bombe sur toile » y est baptisé « Pressure Art » (pressionnnisme), en référence au « Spraycan Art » et aux coloristes d’extérieur du XIXe siècle. Naît alors le « pressionnisme », « un art sous pression qu'il faut dix ans pour maîtriser » : pression de la bombe avec laquelle on peint, pression de la police qui fait la chasse au tagueur, pression de l'opinion publique, plutôt hostile, mais aussi de ses pairs avec qui l'on est perpétuellement en concurrence, dit l'architecte parisien.
Premier précurseur du pressionnisme figuratif affiné, le peintre à la bombe Thomas de Balasy, 'BES' de son nom de grapheur,,,, s'inscrit dans le « Pressure Art » (Le Pressionnisme) tel qu'il a été défini la première fois, mais en affinant la technique.
Cependant, en extérieur comme en intérieur, Thomas de Balasy ne décore que des lieux autorisés (par exemple, et sur commande, en produisant de grandes fresques parcourant des murs de cours d’école à Paris, ou des cloisons d’appartements privés). L’artiste se sent donc plus libre de se consacrer à la « pression de la bombe » et à la finition des détails dans une nouvelle technique plus perfectionnée.

#### La technique spéciale du «pressionniste figuratif affiné»
Cette technique repose tout entière sur la « pression » de la bombe. Principal instrument de peinture, la bombe aérosol est extrêmement difficile à maîtriser. L'artiste l'utilise sans cache, ni pochoir, ni autres outils graphiques, et à main levée. C’est la distance, la vitesse, l’inclinaison de la bombe et la pression au doigt sur sa capsule, qui déterminent la largeur et la densité du trait, ou la diffusion éparse contrainte des gouttelettes de peinture, réalisant ainsi à l’expérience, nuances de couleurs, ombres et jours. Poussé à l’extrême, le « pressionnisme », quand il est de cette façon consommé, permet une certaine finesse dans le rendu et l’éclairage des scènes picturales. Thomas de Balasy réussit de plus à imprimer dans ses réalisations une geste nouvelle définissant toute une série d’effets capables d’introduire des textures encore inusitées. Il en ressort ainsi par exemple « l’effet gouttes », parsemant autant de teintes sur autant de plans que le peintre désire établir pour parvenir à rendre son sujet. Et ceci, et à ce point, qu’un grossissement photographique d’une très petite partie de l’œuvre montre des taches de couleurs dispersées, qui vues de plus loin prennent l’apparence souhaitée, comme un sous-bois, des végétaux organisés... et de poussière en poussière, naît la matière qui s’organise au gré de l’artiste pour fonder des textures traduites en fins reliefs. Les pigments se muent en autant de lumières qu’il dirige, sur, et autour des formes sombres à naître afin de s’en rendre le maître.

#### Depuis
Thomas de Balasy ne cesse d’améliorer sa technique. Deux périodes s’inscrivent dans la mise en œuvre de ce procédé personnel et si particulier de peinture à la bombe : la « période A », et, la « période B ». La première période (A) s’emploie à optimiser au maximum l’usage de la bombe sur des surfaces réduites. La seconde période (B) se concrétise par un affinement dans les rendus, et ceci grâce à l’amélioration de l’un de ces bouchons de bombe, calculée pour mieux domestiquer la pression qui s’en dégage et de cette manière entraîner à la demande des jets de couleurs. Pendant tout ce temps, et jusqu’à aujourd’hui, le peintre fait évoluer le « pressionnisme » issu du Graffiti en l’inscrivant durablement dans l’Histoire de l’Art sur d’autres supports comme la toile, le bois, le médium, ou encore le métal, et affine encore sa technique jusqu’à obtenir des rendus de plus en plus fins sur des surfaces de plus en plus réduites – ce qui est à considérer comme une performance. Les grands tableaux en bénéficient d’autant plus et atteignent des résolutions jusqu’à présent inégalées avec ce procédé enrichi. Le « pressionnisme », ainsi abouti, prend désormais ses lettres de noblesse dans le concert des tendances modernes à dominantes réalistes et figuratives.

## Étymologie
Le néologisme pressionnisme a été inventé par Alain-Dominique Gallizia.

## Histoire
Le pressionnisme est un mouvement souvent associé au tag. Si les toiles récentes d’art urbain sont une évidence pour le grand public qui les côtoie en galerie, peu savent encore que depuis les années 1970 les artistes graffiti produisent sur toile un véritable travail d’atelier.
Dès l’origine les graffeurs à peine âgés de quinze et seize ans, parmi lesquels Coco et Phase 2, se regroupent autour d’Hugo Martinez au sein de l’UGA (Union des artistes graffiti) pour exposer leurs peintures dans les galeries, avec comme première étape, la Razor gallery, à Soho en 1973. D’autres suivront jusqu’à l’exposition phare « Post Graffiti » à la Sydney Janis Gallery, en 1983, avec A-one, Jean-Michel Basquiat, John "Crash" Matos, Daze, Futura 2000, Keith Haring, Kool Koor, Lady Pink, Noc 167, Lee Quinnones, Ramm-Ell-Zee, Toxic et Bear dont la toile est présentée à la Pinacothèque.
Andy Warhol extrait Keith Haring et Jean-Michel Basquiat, arrivés tardivement dans ce mouvement, et porte sur le devant de la scène ces deux arbres cachant la forêt des grands maîtres. En France le graffiti reste éloigné du monde établi de l’art, à l’image de Bando, le plus célèbre, qui développe cette pratique en France dès 1984, dans son hôtel particulier de Saint Germain du Près, haut lieu du graffiti, où se réunissent les premiers adeptes.
Bando invite au terrain de la Chapelle (dit de Stalingrad) les plus grands artistes américains et européens, parmi lesquels Mode 2, Shoe, A-one ou Jonone, qui s’installeront pour certains à Paris La première école Française s’y forme, y rivalise avec les meilleurs étrangers et rêve d’envahir le monde, comme le montre le manifeste de Bando exposé. En France Agnès B et Willem Speerstra les accueillent et les exposent dans les années 1980 avant que Jack Lang ne les invite en 1991 au musée de Monuments Français. Claire Calogirou collecte dès le début des années 2000 pour le CNRS des œuvres pour un futur musée permanent au sein du MUCEM. des collectionneurs comme Henk Pijnenburg aux Pays-Bas qui expose sa collection au Boymans Van Beuningen Museum à Rotterdam des 1983, ou Willem Speerstra au Musée des Arts modestes de Sète (MIAM) en 2007, vont poursuivre ces entreprises individuelles.
Aux États-Unis, certains musées, tels le MoCA de Los Angeles, le Musée de la ville de New York ou le Brooklyn Museum, commencent à présenter officiellement cet art. ils ont recours aux fonds des collectionneurs privés. Depuis, aucune occasion n’a été donnée au public dans les grandes manifestations officielles et les expositions muséales pour découvrir ces œuvres d’époque et leurs auteurs.
Ces artistes ne se revendiquent d’aucune autre appartenance que la leur, avec leur « exubérance insolente » (Pieter Schjeldahl, New York Times 1972) trop longtemps jugée primitive et underground, rabaissée à sa simple condition ethnique et sociale par peur de cet art inclassable et de ces artistes insaisissables.
C'est la Pinacothèque avec le curateur Alain-Dominique Gallizia, qui prend l’initiative en mars 2015 d'une grande rétrospective autour du Pressionnisme.

## L’origine de l’écriture
L’arrivée de la bombe aérosol dans les magasins new-yorkais au début des années 1970 permet aux peintres d’épaissir le trait et de créer des effets (coulures, brumisation, remplissage). Ils récupèrent les embouts de bombes aérosols de produits ménagers et façonnent leurs bouchons pour un jet plus précis.
L’immiscibilité de cette peinture ajoute à la difficulté d’usage de la bombe aérosol. Le paraphe social devient une signature artistique et l’artiste se définit comme un writer (écrivain). En effet si l'adolescence Portos-Ricaines de New York commence à tagger des noms d'emprunt afin de se pouvoir être discriminé (les prénoms n'ayant rien d'unique) et se faire connaitre, les premiers artistes s'identifient comme des écrivains (writers). Le graffiti est né où le trait entoure la lettre alors que dans le tag le trait forme la lettre. « Les artistes ont peint des formes et des couleurs cinétiques, hyperactives, qui ne pouvaient exister que sur un objet en déplacement, imitant la vitesse chaotique du réseau ferroviaire de la ville. »

## L’écriture «pressionniste»
Du tag à la pièce, chaque œuvre permet à l’artiste de se faire connaitre mais seule la pièce et mieux la « masterpiece » établit le niveau atteint par l’artiste et réclame nombre d’esquisses préparatoires.
Le tag sur toile, souvent réservé aux Maîtres et coloré en rouge, est plus ingrat à mettre en place et nécessite un fond puissant.
La Signature Graffiti, monochrome à l’origine, se pare des couleurs primaires, seules disponibles sur le marché, comme sur les œuvres de Fab Five Freddy et Revolt.
Elle évolue par sa complexité en pièce et master pièce ou libre cours est donné aux styles et aux compositions depuis les équations spatiales de Rammellzee jusqu’aux surfaces pleines de Zephyr.
L’artiste peut à tout moment décider du choix de son sujet et composer son tableau avec un seul ou plusieurs d’entre eux, comme sur le tableau « Mathematics » de Dondi.

## La figure
Au tag, paraphe, succède la signature, puis la pièce. Stay High, le premier ajoute à côté de son nom un personnage, devenu légende, le saint fumant un pétard, en hommage à sa consommation personnelle. Cette figure devient immédiatement un signe de reconnaissance immédiate et efficace ; les autres gaffeurs le comprennent très vite. Les premiers, Dondi et Futura, reprennent ce personnage noir et filiforme et le complexifient en lui donnant une épaisseur et un caractère à la fois cosmique et squelettique. D'autres, comme LA 2 et Keith Haring, avec qui il travaille, personnifient leur signature en un trait continu et répétitif devenant l'objet unique de leur travail. D'autres encore, déforment exagérément une des lettres de leur nom (le S de Seen ou le X de Toxic) devenant souvent, comme le Q de Quik, une tête ou un personnage (Casper).
Basquiat joue sans cesse entre la tête, chère à Rammellzee, et la couronne de tagueur qu'il ne quittera plus jamais. Dondi et Futura répètent également leur personnage et leur offrent, par leur épaisseur et leurs couleurs, une place prépondérante. Daze, Noc 167 et T-Kid 170, le premier à insérer une figure au centre de son lettrage, lui donnent un aspect plus réaliste, l'accompagnant de personnages ou d'animaux féroces, sujets principaux de leurs compositions.
La figure emblème, reproduite de manière constante sur chaque œuvre, offre un feuilleton continu au public. Propre à chaque artiste, elle marque les styles et elle est le reflet de leurs influences. Comme pour le serpent de Zéphyr, référence aux tatouages japonais. La femme sera une importante source d'inspiration, soit sous la forme de personnes existantes et reconnaissables, avec T-Kid et Lady Pink, soit sublimées à la manière des comics pour Quik. La maîtrise de la bombe et l'arrivée de nouveaux caps (embouts de bombe) améliorent la finesse du jet. Ils offrent, avec le pinceau fin ou le marqueur auxquels ils s'associent, une finesse de trait et une richesse d'effets plus réalistes.

## L’abstrait (Abstract)
Un des courants les plus importants du Pressionnisme sera la complexification du lettrage qui comme dans l’enluminure médiévale, toujours évoquée par Rammellzee, rendra la lettre et le nom qu’elle compose, difficilement lisibles au point de les faire disparaître.[style à revoir]
Plusieurs écoles se développent. Pour Zéphyr, les lettres se juxtaposent en une surface générale, plus forte que chacune des lettres qui la compose, créée par le remplissage des vides entre les caractères.
Tracy marquera le mouvement en inventant le wild style, où les lettres semblent se donner la main pour se fondre en une composition générale, proche de l’abstrait. Ce passage de la simple écriture à l’enluminure s’accompagne d’une libération du trait, fonctionnant indépendamment de la lettre.
Le tableau de Sharp illustre, entre sa partie basse et sa partie haute, cette transition souvent irréversible.
Phase 2 sera le maître de ce style et liera ces traits en une maille bleutée, où les couleurs en arrière-plan et le floutage assureront la vibration de la toile.
Futura se démarquera très tôt en adoptant une abstraction gestuelle où son symbole, une poutre de la tour Eiffel, rythme les effets de couleurs. Blitz, de l’école française, adoptera ce style spatial avec cette toile, exposée au musée des monuments français en 1991 entre Basquiat et Futura qui lui reprochera cette inspiration.
Bando travaille, comme Futura, sur l’espace et développe un style moins gestuel, fait de touches nuageuses reconnaissables à la présence de la couleur chrome, dont il fera sa marque, tant en surface qu’en écriture. Comme à l’aboutissement de l’école figurative, l’école pressionniste abstraite fait disparaître l’écriture et ne conserve en signe de reconnaissance que le « personnage », réduit au symbole, comme les roues dentées de Bando et de Futura, et la poutre métallique de ce dernier.
Seen invente ainsi le tachisme dans ses lettres, le style tubulaire ou encore l’usage du pochoir et développe principalement sa couleur orange. Tracy attache les lettres entre elles et transforme l’écriture en une surface où l’écriture devient illisible. Sharp passe sur sa toile de la figuration, en partie basse, à l’abstraction contrôlée en partie haute.
Phase 2 porte à son apogée cette abstraction écrite, le Wild Style, travaillant sur le flou et la vibration des couleurs, dont le bleu de ses mailles. Futura développe dès l’origine une abstraction gestuelle et aérienne. Bando, franco-américain importe cet art en France et crée une abstraction minimaliste, le mode nuageux ou la couleur chrome, la sienne, domine.
Blitz, un des premiers artistes français, proche de Bando, s’envole en spirales spatio-temporelles.

## Les maîtres du pressionnisme
Le pressionnisme est à l’origine une communauté réduite aux règles strictes où le travail, de la signature à la pièce, est codifié et les grades de chacun établis au cours de luttes.
L’invention d’un style ou d’un personnage, le développement d’une école, la primauté dans un mouvement permettent de se faire reconnaitre d’abord comme un One, en créant sa lignée, puis comme un Maître, un « King », avec le symbole suprême de la couronne à trois branches. Cette communauté artistique se veut également morale et met au ban les artistes ayant des problèmes avec la morale, ou ne respectant pas les règles établies, rejoignant ici les chevaleries médiévales, dans un code d’honneur imposé à tous.
Le pressionnisme est l’occasion de redécouvrir Basquiat, le seul avec Keith Haring à avoir franchi cette barrière, et de découvrir des Maîtres à l’origine du mouvement à New-York : Coco et son style minimaliste dès l’origine, Crash, avec ses partitions de toile et son œil en figure personnelle, Phase 2 et son style Wild Style en maille bleue et floue, Dondi et ses lettrages parfaits sur un fond nuageux décalé, Lee et ses sujets travaillés, sur des formats imposants, Blade, et ses formes, tantôt rondes tantôt cubiques, Ali et son style réaliste, Bear et son discours politique Fab Five Freddy et ses formes efficaces, Futura et sa gestuelle spatiale, Daze et ses personnages mélancoliques, T-Kid et son hyper réalisme, Quik et ses personnages de comics sur des fonds travaillés, Revolt et son style simple et efficace, Zephyr et ses lettres pleines, plantées d’un compas, Rammellzee maître de l’espace et de la philosophie, Toxic et ses formes abstraites aux couleurs violentes, Aone et ses personnages aux couleurs vives, Duro et ses couleurs maîtrisées dans un tableau déjà muséal, Mode 2 et son style hyper réaliste, Noc et ses personnages colorés, Alione et ses intérieurs réalistes, Thomas de Balasy avec son pressionnisme figuratif affiné.
La plupart des writers, ou pressionnistes, se livrent une joute artistique permanente, et développent depuis plus de quarante ans, à travers cette pression et celle de la bombe un art nouveau, le pressionnisme (Pressure Art).

## Expositions
- Coming from the subway, New York Graffiti art, Groninguer Museum, Groningue (Pays-Bas), du 4 octobre 1992 au 10 janvier 1993
- Graffiti historique, de Willem Speerstra au MIAM.
- Né dans la rue, Graffiti, Fondation Cartier, Paris, 2009
- Tag au Grand Palais, Paris, 2009
- Au-delà du Street-Art, Musée de la Poste, Paris, 2012
- City as canvas : Ne York City graffiti from the Martin Wong collection, au Musée de la ville de New York, 2013
- L’Art du Graffiti, Grimaldi Forum, Monaco Exposition d’Alain-Dominique Gallizia, 2013
- Le Pressionnisme 1970-1990 - Les Chefs-d'œuvre du graffiti sur toile de Basquiat à Bando, Pinacothèque de Paris, du 12 mars au 15 octobre 2015.

### Revues
- Tag au Grand Palais en 2009, Paris
- Beaux Arts Magazine, Hors-série : L'Art du graffiti : 40 ans de pressionnisme Collections Gallizia, Broché – 10 août 2011
- Le Pressionnisme 1970-1990 - Les chefs-d'œuvre du graffiti sur toile, Marc Restellini (Auteur) - Catalogue d'exposition (broché). Paru en 03/2015
- Connaissance des Arts : Tag et Graff au Grand Palais.

### Ouvrages
- Mervyn Kurlansky, Jon Naar, Norman Mailer, The Faith of Graffiti, Praeger Publishers, New York, 1974.
- Roger Gastman, Ian Sattler, Darin Rowland, Freight Train Graffiti, Harry N Abrams Inc, 2006.
- Jon Naar, The Birth of Graffiti, Prestel, 2007.
- Gautier Bischoff & Julien Malland, Kapital, un an de graffiti à Paris, Ed. Alternatives, 2000
- Denys Riout, Dominique Gurdjian, Jean Pierre Leroux, Le Livre du graffiti, Ed. Syros – Alternatives, 1990
- Margo Thompson, American Graffiti, Ed. Parkstone Press, octobre 2009
- Andrea Caputo, All City Writers, Ed Critiques Livres, 2012
- Bernard Fontaine, Découvrir et comprendre le graffiti : des origines à nos jours, Ed. Eyrolles, 2014
- Bernard Fontaine, Graffiti : une histoire en images, Ed. Eyrolles, 2012
- New York city Graffiti : the Destiny children, Schiffer Publishing Ltd, 28 octobre 2011
- Stéphanie Lemoine, L'Art urbain : du graffiti au street art, collection « Découvertes Gallimard / Arts » (no 584), 2012
- Stéphanie Lemoine, In Situ, un panorama de l'art urbain de 1975 à nos jours, Collection Arts urbains - Alternatives, Gallimard, 2005
- Karim Boukercha, Yves Marchand et Romain Meffre, Graffiti General, Édition Dominique Carré, 2014
- Jérôme Catz, Street art, Flammarion, 2013